# Antoinette Gispen
Antoinette Jeanne Henriette Gispen (Rotterdam, 19 juni 1921 – aldaar, 4 februari 2015) was een Nederlands beeldhouwer, schilder, graficus en mozaïekkunstenaar.

## Leven en werk
Gispen was een dochter van ontwerper Willem Hendrik Gispen, oprichter van W.H. Gispen & Co en van Anna Cornelia Johanna Gisolf. Ze volgde tot 1945 een opleiding aan de Haagse Koninklijke Academie van Beeldende Kunsten, als leerling van onder anderen Paul Citroen, Han van Dam en W.J. Rozendaal. Ze won in 1949 de eerste prijs in een prijsvraag voor bijbelillustraties van het Nederlands Bijbelgenootschap. Nadat ze in 1952 een studiebeurs van de Franse regering ontving, studeerde ze aan de Académie Ranson in Parijs, onder leiding van Lautrec en Lapoujade de Singier.
Na haar terugkeer exposeerde Gispen litho's, aquarellen, gouaches en schilderijen bij kunsthandel Liernur in Den Haag. De kunstcriticus van het Algemeen Handelsblad herkende in haar werk "een affiniteit met wat het hedendaagse schilderende Parijs nastreeft", maar vervolgde "Toch kan men in genen dele zeggen, dat de leertijd, die zij in deze stad kort geleden heeft beëindigd, haar tot nabootsing heeft verleid of ook maar zelfs merkbaar heeft beïnvloed. Zij heeft er een klimaat gevonden, waarin zij haar gaven heeft kunnen ontplooien, haar intenties heeft kunnen verdiepen, met behoud van het persoonlijkheidsmerk, dat tot op heden als de meest opvallende karakteristiek van haar kunst mag gelden." Piet Begeer omschreef in 1957 haar werk als volgt: "Haar eenvoudige kunst, technisch verantwoord, heeft een illustratieve, decoratieve, anecdotische inslag met een persoonlijk cachet." Naast haar grafisch werk maakte Gispen onder meer wandtapijten, glasramen, mozaïeken, gevelstenen, penningen en houtsnijwerk. Ze ontving de Bernard Johan Kerkhofprijs 1960 van het Genootschap Kunstliefde. In 1969 kreeg ze een reisbeurs van het ministerie van Cultuur, Recreatie en Maatschappelijk Werk, waarmee ze Italië kon bezoeken. Zij won in dat jaar een bronzen medaille op de Internationale Triënnale van hedendaagse houtsnijkunst in Capri.
De kunstenares woonde in Den Haag, Utrecht (vanaf 1945), Amsterdam (vanaf 1954) en Rotterdam (vanaf 1975). Ze was vanaf 1947 lid van het Genootschap Kunstliefde en sloot zich aan bij De Progressieven en de Amsterdamse kring van kunstenaars Stuwing. Ze exposeerde onder meer bij Kunstliefde, het Centraal Museum, Museum De Lakenhal, het Stedelijk Museum Amsterdam en het Museum Boijmans Van Beuningen.
Antoinette Gispen overleed in 2015 op 93-jarige leeftijd, in haar woonplaats Rotterdam.

## Enkele werken
- 1949 ovale panelen voor de Maranathakerk, Den Haag.
- 1950 lustrumprent van de Stichting 1940-1945.
- 1957 gotisch kruis in marmermozaïek voor het koor van de Geertekerk in Utrecht.
- 1958 mozaïek in hal Centrale Lage Weide van het Provinciaal en Gemeentelijk Utrechts Stroomleveringsbedrijf.[6]
- 1964 glasmozaïeken voor de conversatiezaal van het Wilhelmina Kinderziekenhuis in Utrecht.
- 1980 penning 25 Jaar Sociëteit De Constructieve, Utrecht
- 1987 mozaïekvaas met de legende van Sinte Geerte voor de Geertekerk in Utrecht.
- 1992 ontwerp wandkleed Loofhuttenfeest en De gedaanteverandering van de Heer (1993) voor de Gerardus Majellakerk in Utrecht.
- 1993 ontwerp voor de Boellaardpenning (tot 2013 in gebruik).
- ontwerp penning voor de Victorine van Schaick Prijs.

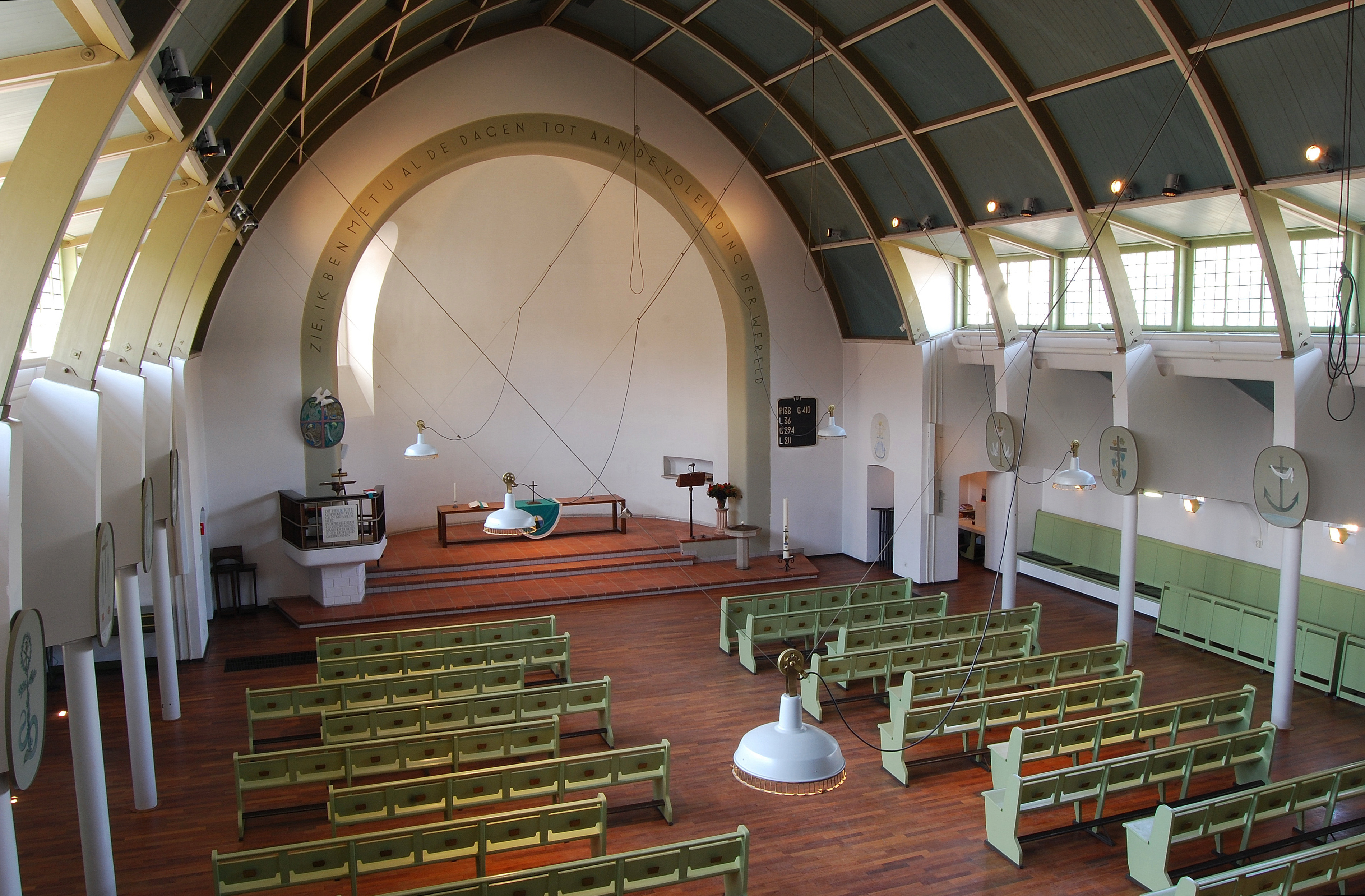
Ovale panelen, Maranathakerk, Den Haag
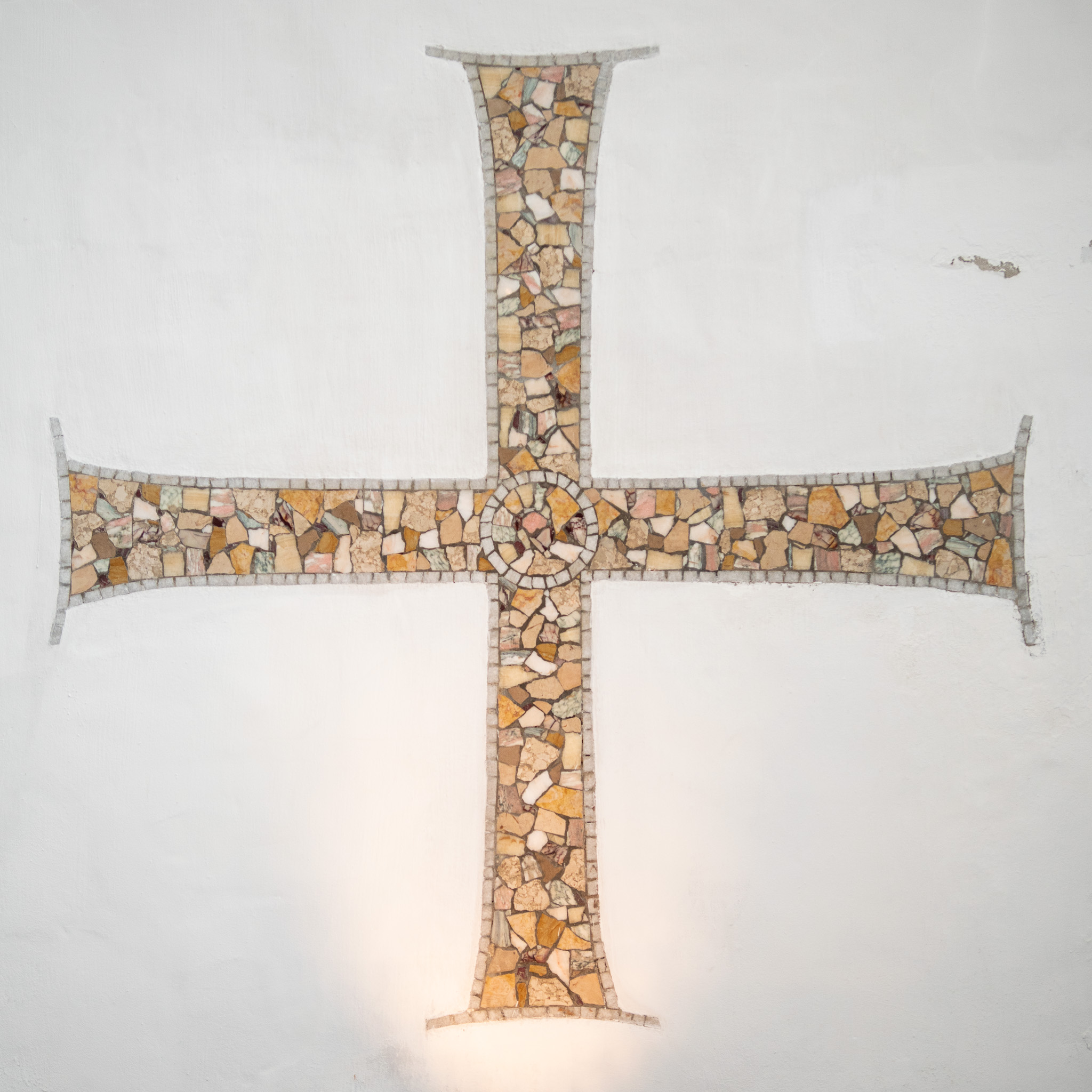
Gotisch kruis, Koor van de Geertekerk, Utrecht